# Georges Aeschlimann
Georges Aeschlimann   (Péry, 11 de gener de 1920 - La Neuveville, 10 de novembre de 2010) va ser un ciclista suís que fou professional entre 1941 i 1953. El seu germà Roger Aeschlimann també fou ciclista professional.
En el seu palmarès destaca un tercer lloc final de la Volta a Catalunya de 1947 i una etapa de la Volta a Suïssa de 1949.

## Palmarès
- 1946
  - 1r a la Belfort-Muhlhouse-Belfort
- 1949
  - 1r a la Porrentruy-Zuic
  - Vencedor d'una etapa de la Volta a Suïssa

### Resultats al Tour de França
- 1948. Abandona (2a etapa)
- 1949. 19è de la classificació general
- 1950. 41è de la classificació general
- 1951. 24è de la classificació general
- 1952. Abandona (5a etapa)

### Resultats a la Volta a Espanya
- 1946. 11è de la classificació general

### Resultats al Giro d'Itàlia
- 1952. 90è de la classificació general